# San Francesco riceve le stimmate (Assisi)
San Francesco riceve le stimmate è la diciannovesima delle ventotto scene del ciclo di affreschi delle Storie di san Francesco della Basilica superiore di Assisi, attribuito a Giotto. Fu dipinta verosimilmente tra il 1295 e il 1299 e misura 230x270 cm.

## Descrizione e stile
Questo episodio appartiene alla serie della Legenda maior (XIII,3) di san Francesco: "Pregando il beato Francesco sul fianco del monte della Verna, vide Cristo in aspetto di serafino crocefisso; il quale gl'impresse nelle mani e nei piedi e anche nel fianco destro le stimmate della Croce dello stesso Signore Nostro Gesù Cristo." 
Nell'aspro paesaggio della Verna, vicino a un piccolo romitorio, un angelo dona le stimmate al santo, con cinque raggi di luce che si dirigono nei punti delle ferite di Cristo. La scena riprende l'iconografia inventata dai pittori italiani nella prima metà del secolo, tra cui la più antica testimonianza certa è la tavola con San Francesco e storie della sua vita di Bonaventura Berlinghieri (1235). L'autorità del modello giottesco poi, replicata anche in altre opere, fece sì che questo modello venisse replicato ancora per tutto il Rinascimento e oltre.
L'affresco è di solito ritenuto pienamente autografo del capobottega che, ipotizzando che fosse proprio Giotto, avrebbe riservato a sé l'esecuzione dell'ultima scena della vita terrena del santo prima di partire per Roma. Solo la figura di frate Leone, seduto nell'angolo in basso a destra, è riferibile a un collaboratore.